# حمین
حمین (به عربی: حمین) یک منطقهٔ مسکونی در سوریه است که در استان طرطوس واقع شده‌است. حمین ۲٬۲۲۲ نفر جمعیت دارد.